# 5·24 사건
5·24 사건(五二四事件) 혹은 류즈란 사건(劉自然事件)은 1957년 5월 24일 대만 타이베이시에서 중화민국 육군 소령 류즈란이 미국육군 병장 로버트 G. 레이놀즈(Robert G. Reynolds)에 의해 살해당한 사건이다. 이 사건으로 인해 반미시위가 격화되었고 일부는 과격적인 행보를 보여 대사관, 미국 공보부 및 경찰서를 소탕함에 따라 사망자가 발생하기도 했다.

## 같이 보기
- 치외법권

 중화민국 총통 장제스는 이 사건에 대해 매우 불행하다고 밝혔다.